# Isaci
Isaci – wieś w Rumunii, w okręgu Aluta, w gminie Făgețelu. W 2011 roku liczyła 238 mieszkańców.